# 塔蒂亞娜·蒙巴頓女勳爵
塔蒂亞娜·海倫·喬治亞·德魯女勳爵（英語：Lady Tatiana Helen Georgia Dru；1990年4月16日—）是英國貴族、馬術運動員。

## 生平
塔蒂安娜·蒙巴頓女勳爵於1990年4月16日出生，父親是第四代米爾福德黑文侯爵喬治·蒙巴頓，母親則是他的第一任妻子薩拉·喬治娜·沃克。她是梅迪納伯爵亨利·蒙巴頓的姐姐。他的曾祖父母第二代米爾福德黑文侯爵喬治·蒙巴頓和娜傑達·德·托爾比女伯爵都是德國和俄羅斯貴族貴庶通婚的後代。
她的曾祖父母放棄了德國的貴族頭銜，換取了英國的貴族爵位，並將家族姓氏從巴滕貝格改為盎格魯化的蒙巴頓。透過父親，塔蒂亞娜是亞歷山大·普希金、阿布拉姆·加尼巴爾以及多位君主的後代，包括黑森大公路德維希二世、黑森大公路德維希四世、維多利亞女王以及俄羅斯皇帝尼古拉一世。她也是現任英國國王查爾斯三世的二從外甥女以及愛丁堡公爵菲利普親王的從外甥孫女。
塔蒂亞娜在位於薩默塞特郡斯特里特的米爾菲爾德學校上學。她是一名馬術運動員，在盛裝舞步比賽中名列前茅。在師從夏洛特·杜雅爾丹之前，她曾經師從哈塞·霍法曼、克勞斯·巴爾肯霍爾和凱拉·科克倫德。
2007年，塔蒂亞娜在巴黎名媛舞會亮相。2018年10月，Crofton & Hall任命塔蒂亞娜為品牌大使。2019年11月，她發佈了一個個人網站，其中包含一個馬術和鄉村風格的部落格。2019年12月，她因超速相關違規行為被地方法院判處六個月駕駛禁令。2021年，她代表英國慈善機構參加木蘭盃比賽。
她的網站和Instagram帳號顯示，她是一名在職訓練的心理治療師；她希望將自己對馬的了解以某種方式融入她的治療方法中。

## 個人生活
2022年，塔蒂亞娜宣佈和來自薩默塞特郡廷伯斯庫姆的企業家亞歷山大·“阿利克”·伯納德·莫利紐克斯·德魯（英語：Alexander 'Alick' Bernard Molyneux Dru；1991年出生）訂婚。求婚儀式是在瑞士阿爾卑斯山區的韋爾比耶度假期間進行的。阿利克·德魯是伯納德·奧伯龍·亞歷山大·德魯和他的妻子凱瑟琳·瑪格麗特·諾登的兒子，奧布里·赫伯特上校的曾孫，第四代卡那封伯爵亨利·赫伯特和第四代維西子爵約翰·維西的玄孫，伊夫林·沃的侄孫。兩人於溫徹斯特座堂舉行婚禮，並育有兩個孩子：
- 艾洛迪·德魯（2023年9月20日出生）
- 奧伯龍·德魯（2025年出生），小名阿爾比